# NGC 5831
NGC 5831 ist eine Elliptische Galaxie vom Hubble-Typ E3 im Sternbild Jungfrau. Sie ist schätzungsweise 74 Millionen Lichtjahre von der Milchstraße entfernt und hat einen Durchmesser von etwa 45.000 Lj.
Im selben Himmelsareal befinden sich u. a. die Galaxien NGC 5814, NGC 5839, NGC 5845, NGC 5846.
Das Objekt wurde am 24. Februar 1786 von Wilhelm Herschel mit einem 18,7-Zoll-Spiegelteleskop entdeckt, der sie dabei mit „pB, S, mbM“ beschrieb.